# 鄒少官
鄒少官（1975年10月29日—2015年12月23日），本名鄒顥，前台灣演員、主持人，為夏台鳳與鄒森（本名鄒忠禮）所生獨子。1993年以演員出道，2010年代轉往大陸發展，2015年7月罹患肺癌而返回台灣治療，同年12月病逝於台北榮總。

## 外部連結
- 鄒顥Howard少官的新浪微博